# Мальчевский, Корнилий Антонович
Корнилий Антонович Мальчевский (1836—1919) — русский государственный деятель, сенатор, действительный тайный советник.

## Биография
Родился 4 (16) сентября 1836 года.
Окончил юридический факультет Императорского Санкт-Петербургского университета кандидатом прав. В сентябре 1861 года начал службу судебным следователем в Ковенской губернии. «По домашним обстоятельствам» 19 декабря 1863 года был уволен и 1 февраля 1864 года занял должность младшего помощника секретаря канцелярии 2-го отделения Департамента Правительствующего сената; с 20 апреля 1866 года — старший секретарь. 
С 25 октября 1866 года был назначен членом Ржевского окружного суда, а 3 декабря 1870 года — товарищем прокурора Харьковской судебной палаты. 
Затем, 28 июня 1878 года, был назначен председателем Вологодского окружного суда, с производством в статские советники; 15 мая 1883 года был произведён в действительные статские советники и в декабре того же года был перемещён по службе в Санкт-Петербург — назначен старшим юрисконсультом министерства юстиции. В 1884 году на него также возлагалось заведование на правах вице-директора, гражданским отделением Департамента министерства юстиции, а также — законодательным, распорядительным и статистическим отделением департамента. В конце 1884 года был назначен товарищем обер-прокурора Гражданского кассационного департамента Правительствующего сената, а в начале 1885 года — председателем департамента Санкт-Петербургской судебной палаты.
В 1893 году был произведён в тайные советники и назначен — с 8 декабря — в Уголовный кассационный департамент Сената; с 25 декабря 1900 года — присутствующий в общем собрании Сената. 
«В воздаяние отлично-ревностной и полезной пятидесятилетней службы» 4 января 1912 года был произведён в действительные тайные советники; 22 августа 1916 года был Всемилостивейше пожалован Знаком отличия беспорочной службы за 50 лет на Владимирской ленте.
Сотрудничал в газете «Судебный вестник» (во время редакторства А. П. Чебышева-Дмитриева); его статьи печатались в журнале «Юридический вестник». Из публикаций в них в свое время обратил внимание очерк кассационного порядка, напечатанный в № 42-45 «Судебного вестника» за 1876 год и в «Юридическом вестнике» за май того же 1976 года. Его статьи по различным вопросам судебной практики печатались в журнале «Юридического общества».
Умер от «сердечной астмы» 18 (31) августа 1919 года в Алупке.

## Награды
- орден Св. Станислава 2-й ст. (26.08.1866)
- орден Св. Анны 2-й ст. (27.12.1874)
- орден Св. Владимира 3-й ст. (01.01.1881)
- орден Св. Станислава 1-й ст. (01.01.1887)
- орден Св. Анны 1-й ст. (01.01.1891)
- орден Св. Владимира 2-й ст. (14.05.1896)
- орден Белого орла (01.01.1907)

## Семья
Был женат на Пелагее Алексеевне Клементьевой. Их дети:
- Алексей (13.03.1867—1900)
- Мария (31.07.1868—?), была замужем за Д. И. Демкиным
- Елизавета (1871—1886)
- Анна (?—?)